# Statua dell'Europa

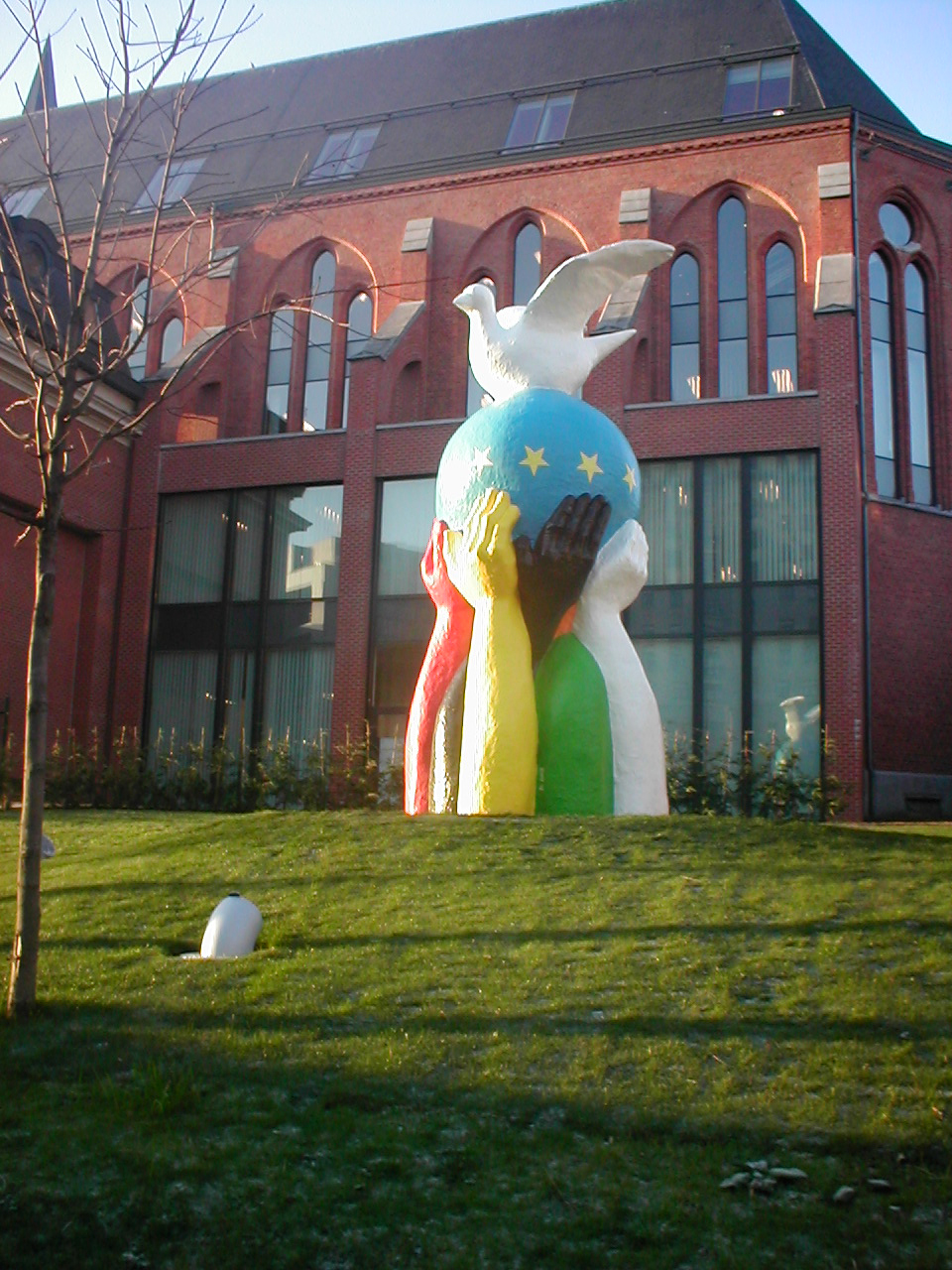
Statua dell'Europa "l'Unità nella pace"

La statua dell'Europa è un'opera monumentale, offerta alla Commissione europea dallo scultore francese Bernard Romain. 

## Storia
La statua, che fu inaugurata il 9 dicembre 2003, è posta a Bruxelles nei giardini del Convento Van Maerlant, all'angolo fra la rue Van Maerlant e la Chausse d'Eterbeek. Opera giubilatoria, portatrice del messaggio universale di fraternità, tolleranza e speranza, questa statua dell'Europa "l'Unità nella Pace" è stata scolpita, modellata, lisciata e dipinta da bambini con difficoltà visive, di diverse culture, diretti da Bernard Romain. La scelta dell'anno non fu casuale visto che il 2003 fu l'anno delle persone con disabilità.

## Descrizione
L'opera, alta circa 5 metri e di un peso di 800 kg, e composta nella parte bassa da un insieme di braccia colorate che rappresentano tutti i genotipi europei e i colori delle bandiere dell'Unione. Le braccia sorreggono una grande sfera blu con le dodici stelle dell'Unione europea, sormontata da una colomba bianca con le ali spiegate, simbolo della pace.